# 659

## Esdeveniments
- Ciutat d'Autun, Austràsia: Leodegari és nomenat bisbe de la ciutat.

## Necrològiques
- 1 de desembre, Noyon, Austràsia: Eloi, bisbe.
- 17 de març, Nivelles, Austràsia: Gertrudis, abadessa.